# Dobříš
Dobříš è una città della Repubblica Ceca facente parte del distretto di Příbram, in Boemia Centrale.